# Reninopsis reichenspergeri
Reninopsis reichenspergeri är en skalbaggsart som beskrevs av Helava in Helava et al. 1985. Reninopsis reichenspergeri ingår i släktet Reninopsis och familjen stumpbaggar. Inga underarter finns listade i Catalogue of Life.